# Neosalanx tangkahkeii
Neosalanx tangkahkeii är en fiskart som först beskrevs av Wu, 1931.  Neosalanx tangkahkeii ingår i släktet Neosalanx och familjen Salangidae. IUCN kategoriserar arten globalt som livskraftig. Inga underarter finns listade i Catalogue of Life.